# Billy Strings
Billy Strings, nato William Lee Apostol (Lansing, 3 ottobre 1992), è un musicista statunitense.

## Carriera e primi passi
Avvicinato da piccolo alla musica, Billy viene influenzato da musicisti come 
Doc Watson, Del McCoury, David Grisman, Bill Monroe, John Hartford, Ralph Stanley, Earl Scruggs Larry Sparks e Jimi Hendrix . 
Di matrice country e bluegrass, virtuoso del Flatpicking, ha collaborato con vari musicisti quali Willie Nelson, Tommy Emmanuel e molti altri.

## Discografia
Album in studio
- 2017 - Turmoil & Tinfoil
- 2019 - Home
- 2021 - Renewal

EP
- 2016 - Billy Strings
- 2018 - Billy Strings | An OurVinyl Sessions

Collaborazioni
- 2013 - Rock of Ages (con Don Julin)
- 2014 - Fiddle Tune X (con Don Julin)
- 2022 - Me/And/Dad (con Terry Barber)

## Premi
- Grammy Awards
  - 2021: "Best Bluegrass Album" (Home)
- Americana Music Awards
  - 2022: "Artist of the Year"
- International Bluegrass Music Awards
  - 2019: "New Artist of the Year", "Guitar Player of the Year"
  - 2021: "Guitar Player of the Year", "Entertainer of the Year"
  - 2022: "Entertainer of the Year", "Song of the Year" (Red Daisy)